# Calmar Bladet
Calmar-Bladet var en dagstidning som gavs ut i Kalmar 1827 till 1840.

## Tryckning, typsnitt, utgivningsfrekvens och pris
Tryckningen skedde hos Pehr Ahlquist 1827—1829, sedan på Stiftsboktryckeriet. 1830—31, hos Stiftsboktryckare J. F. Acksell till 25 juli 1832. Slutligen hos  hos J. Zander och A.F. Wåhlin 1832 —1835  samt hos A. F. Wåhlin 1835 —1840.
Typsnitt var blandat antikva och fraktur och tidningen hade titelvinjett 1835—38.
Utgivningen var 2 dagar i veckan onsdag och lördag. Tidningssidorna var med 2 spalter på litet format, kvarto. Priset för tidningen var 2 riksdaler 16 skilling banko  1827—34, sedan  3 riksdaler 16 skilling banko 1834 med bihang, och 3 riksdaler banco 1836-1840.

## Utgivare
Utgivningsbevis för Calmar-Bladet utfärdades för konsistorienotarien Pehr Ahlquist 6 december 1826. Han gav ut ett provnummer 9 december 1826. Nästa bevis fick boktryckerifaktorn Johan F. Acksell 1831 till 1832. Sedan blev filosofie lektorn Josua Zander och boktryckaren Axel Fredrik Wåhlin 1832 utgivare till slutet av 1838, slutligen filosofie. magister P. Sporsén 22 november 1839 och sist  vice kronofogden J. Lagerquist 1840. 
Calmar-Bladet upphörde 31 december 1838 , utträngd av Calmar läns och Ölands tidning, men började 4 december 1839 åter ges ut på av kollegan P. Sporsén, som i slutet av 1840 tillkännagav tidningens slutliga upphörande med årets utgång.

## Bilaga
Calmar läns och Ölands Annons-Blad var en tidning som gavs ut som bilaga till Calmar-Bladet under hela året 1834. Tidningen trycktes hos J. Zander och A. F. Wåhlin med fraktur som typer. Den gavs ut 2 dagar i veckan., onsdagar och lördagar med 4 sidor i oktavformat. Priset för tidningen var 3 riksdaler 16 skilling. banko tillsammans med Calmar-Bladet, som den var bilaga till.
Utgivningsbevis för tidningen utfärdades för lektor Josua Zander och boktryckaren Axel Fredrik Wåhlin 4 december 1833.